# カールグスタフm/45
カールグスタフ m/45（Carl Gustav m/45）は、スウェーデン製の短機関銃である。第二次世界大戦末期にカールグスタフ・ファクトリーにて開発され、1945年にスウェーデン軍が制式採用した。スウェーデン語では単に「45型短機関銃」（スウェーデン語: Kulsprutepistol m/45）と呼ばれ、Kpist m/45と略称される。アメリカ合衆国では「Kライフル」（K-Rifle）や「スウェディッシュK」（Swedish-K）と通称された。

## 開発
スウェーデン軍が初めて採用した短機関銃は、フィンランド製スオミ KP/-31を制式拳銃FN ブローニングM1903と同様の9mmブローニングロング弾（9x20mm）仕様に再設計・国産化したm/37短機関銃であった。m/37は900丁ほどが調達されたが、さらなる需要を満たすべく、軍はナチス・ドイツのカール・ワルサー社と契約を結び、9mmルガー弾（9x19mm）仕様のMP35/1短機関銃をおよそ1,800丁、同じく9mmルガー弾仕様の拳銃をおよそ1,500丁調達した。MP35/1と9mmルガー弾は、制式名称m/39短機関銃および9mm m/39弾として採用された。これに合わせ、m/37の製造ラインは9mmルガー弾仕様に再設計されたm/37-39に切り替わり、さらに別途購入された500丁のフィンランド製KP/-31にはm/37-39Fの制式名称が与えられた。また、1940年にはアメリカ合衆国製トンプソン・サブマシンガンおよび.45ACP弾がm/40として採用された。この時点でスウェーデン軍は3種類の拳銃弾と6種類以上の短機関銃を並行運用しており、弾薬だけではなく交換部品などの調達にも支障をきたしていた。そのため、新たな国産短機関銃を開発し、これを一本化する必要が生じたのである。
第二次世界大戦中の1943年、生産性の高い短機関銃を求めていたスウェーデン軍は、フィンランドのティッカコスキ社からm/44短機関銃（ソ連製PPS短機関銃のコピー設計）を購入した。1944年9月、短機関銃の採用に向けた評価委員会が発足し、m/44およびハスクバーナ製試作短機関銃の評価が行われた。トライアルは陸軍歩兵学校（InfSS）およびカールグスタフ小銃工廠（GF)で実施されることとなった。その後、まもなくしてGFからも新型短機関銃の設計が提出された。最終的にGFの設計が優れていると見なされ、これがm/45として知られる短機関銃の原型となった。
なお、当時同じく新型短機関銃を模索していたデンマーク軍では、スウェーデン軍が採用を見送ったハスクバーナの設計案に注目し、これに小改良を加えたものを後にm/49短機関銃として採用している。

## 運用

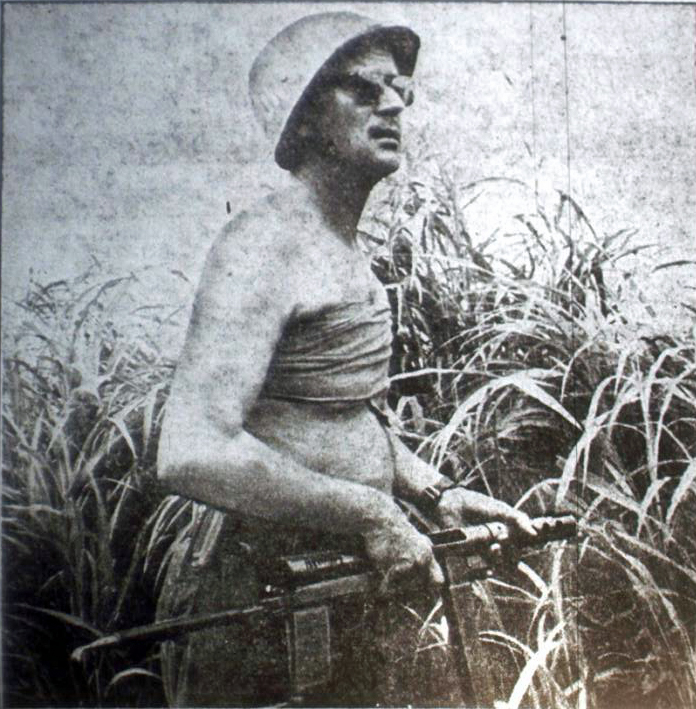
コンゴ国連軍のスウェーデン軍人（1961年1月21日）

スウェーデン軍では、1945年からAk 5突撃銃が採用される1986年まで、m/45を標準的な短機関銃として運用していた。1950年代のガザにおける国連任務、コンゴ動乱（1960年 - 1964年）でのコンゴ国連軍に参加したスウェーデン軍部隊で使用された。水中から取り出してもすぐに射撃を行うことができたので、1960年代から1970年代にはスウェーデン海軍のダイバーらにも愛用された。郷土防衛隊では引き続き運用されていたが、2007年には調達が終了している。
エジプトは第二次以降の中東戦争で使用し続けた。また、ポートサイド（Port Said）の名でライセンス生産され、エジプト軍に供給された。エジプトではさらにアカバ（Akaba）あるいはカラ（Kara）として知られる省力化モデルを設計している。このモデルでは銃身の放熱筒が廃止され、銃床はM3短機関銃と同型の伸縮式に改められていた。また、照門は固定式だった。ポートサイドの製造はアル・マアディ工業社（第54工場）にて行われ、1950年代から1970年代まで使用された。アカバは1970年代に入ってから設計され、ポートサイドを更新した。1981年に起こったジハード団によるサダト大統領暗殺事件では、多数のAK-47と共にポートサイドが使われたことが知られている。

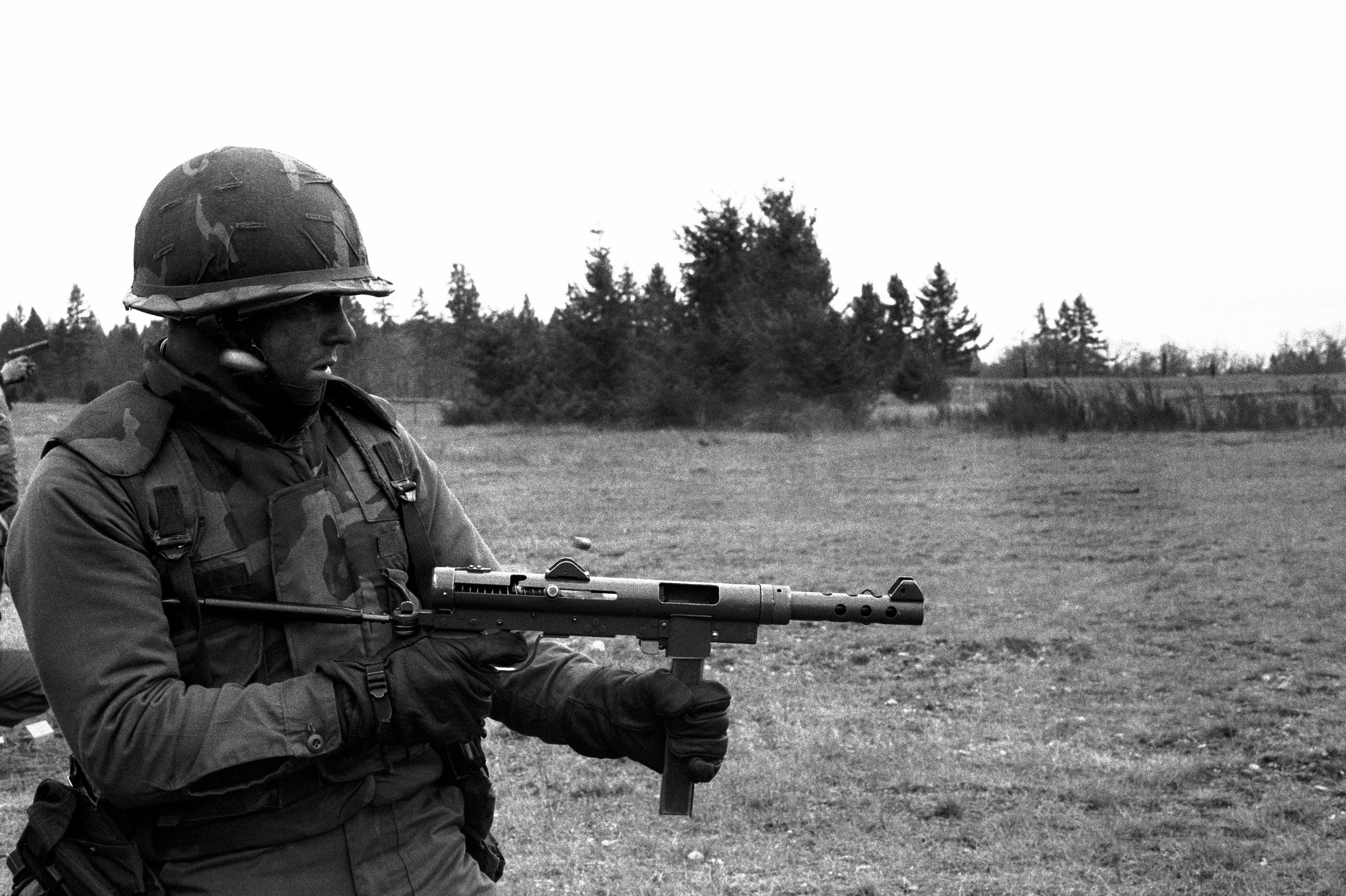
m/45を射撃するアメリカ兵（1982年6月13日）

ベトナム戦争中にはアメリカ軍でも使用された。Navy SEALs（アメリカ海軍の特殊部隊）で採用されていたほか、南ベトナム軍事援助司令部付研究・観察グループ（MACVSOG）では非合法越境作戦の折に国籍を秘匿するべくm/45を使用したという。m/45はアメリカ軍の標準拳銃弾ではなかった9mm弾を使用していたことに加え、スウェーデンのほか、エジプトやインドネシアでも製造されていたことから、仮に鹵獲されてもアメリカとの直接的な関係が示されない「滅菌済み火器」（sterile weapon）の1つと見なされていた。中央情報局（CIA）では、秘密工作用に何種類かの消音器付モデルが採用されていた。アメリカ軍で主に使用されたのは、改良型のm/45Bだった。そのほか、バードドッグ観測機の乗員なども、コンパクトで機内に持ち込みやすいm/45を愛用したと伝えられる。しかし、スウェーデン政府がベトナム戦争に批判的な姿勢をとった後、アメリカに対するm/45の供給は打ち切られた。1967年には軍部の要請を受けたスミス&ウェッソン社がm/45の代用たる短機関銃としてM76短機関銃を発表した。M76はm/45とよく似ており、また基本的な機能も共通していた。その後、アメリカ軍における特殊部隊用火器としてのm/45およびM76の役割は、XM177E1/E2へと引き継がれていった。
2022年ロシアのウクライナ侵攻以降、インターネットに流されるいくつの写真と動画が、m/45短機関銃がウクライナ側によって運用されていることを示している。
このほか、旧西ドイツ連邦軍でも1959年3月にMP2として採用が決定したていが、これは2週間後に取り消され、代わってイスラエル製のUZIが採用された。イスラエルへの政治的配慮による決定とみられている。

## 構造
m/45はオープンボルト、シンプルブローバックの作動方式を採用している。部品は大半が肉厚の鋼板をプレス加工して製造したもので、レシーバーの上半分（円筒形）と下半分（箱形）は一体成型されており、耐久性は高い。銃身は穴あきの放熱筒で覆われている。コの字型の金属製銃床が付き、銃把の上下を支点に右方向に折り畳むことが可能である。
使用する弾薬は9mmパラベラム弾である。スウェーデン軍での制式名称はm/39弾で、朝鮮戦争頃には貫通力を高めたm/39B弾が採用されている。
初期型は先代の短機関銃であるスオミm/37-39用の50発箱型弾倉や71発ドラムマガジンを取り付けることができた。当初のm/45からm/45Bの最初期型までは、弾倉口が着脱式になっており、これを取り外すことでドラムマガジンを装填することができた。しかし、弾づまり不良が起こりやすく、装弾にも時間が掛かるなどの欠点があったため、後期型では弾倉口が固定式に改められ、36発弾倉が標準的に使われるようになった。安全装置はMP40などと同様、ボルト後退時はコッキングレバーを溝に引っ掛け、ボルト前進時はコッキングレバーを押し込む型式のものだった。照門は照準距離100m、200m、300mの3枚が重ねられており、m/37-39のものとよく似た形だった。フルオート連射のみ可能だが、連射速度は比較的遅いため制御しやすい。

## 主な派生型
m/45
初期型ではスオミm/37-39用の弾倉が使用できた。不具合が多かった為、後期型では1945年に設計された専用の36連発弾倉が標準装備となった。
m/45B
1954年に再設計された最終形。尾筒部分の固定方法が改良されたほか、放熱筒の強度を高める為に穴が小さくなった。
m/45C
m/45Bに着剣装置を取り付けたタイプ。パレードや儀仗の用途に用いられた。m/96小銃用のm/96銃剣のほか、海軍ではより長いm/1915銃剣を用いた。
m/45BE
スウェーデン警察用にセミ・フルオート切り替え機能を付与したタイプ。
m/45BET
スウェーデン警察用催涙ガス弾発射専用型。

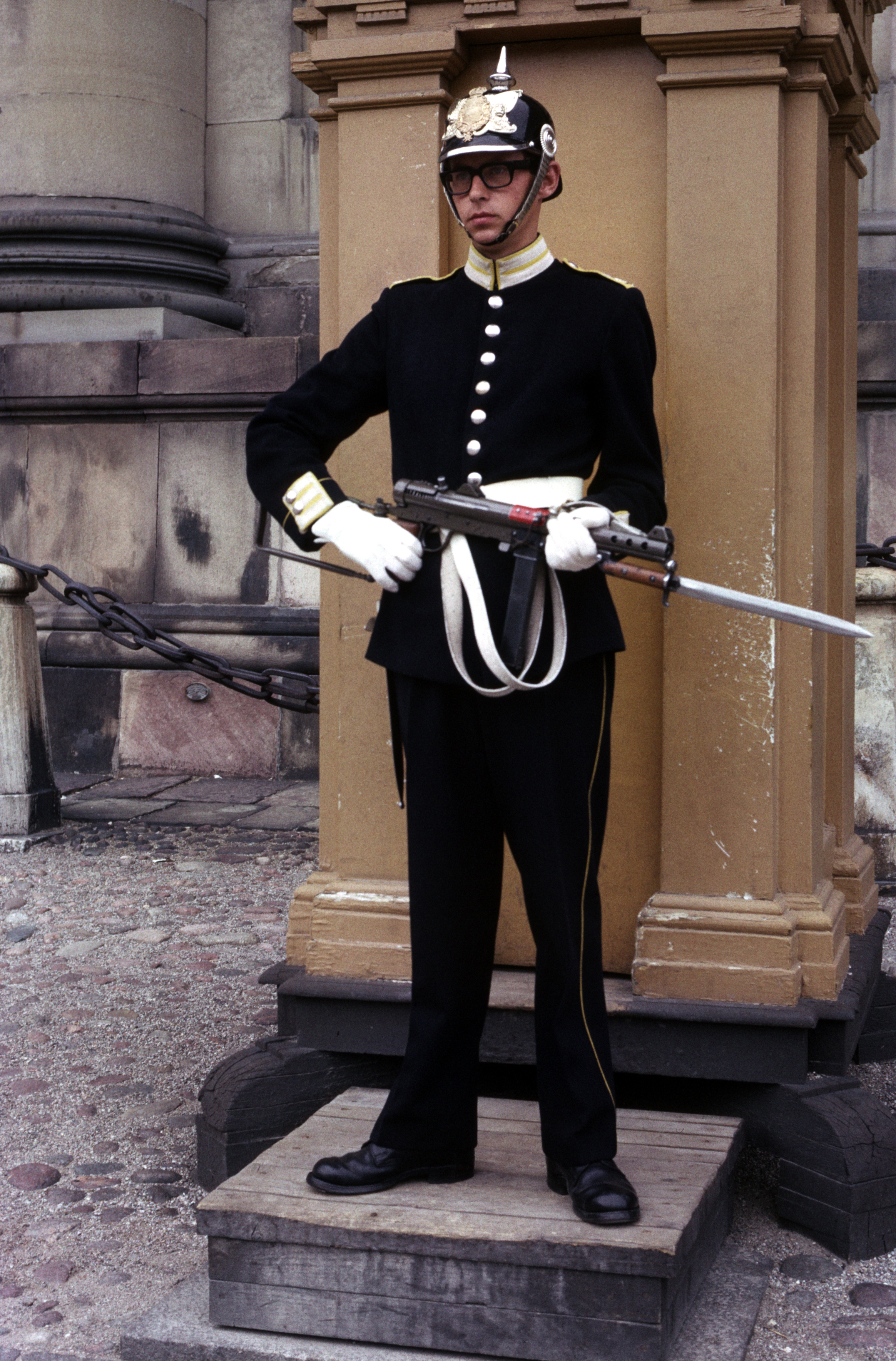
着剣したm/45Cを手にする近衛兵（1965年）
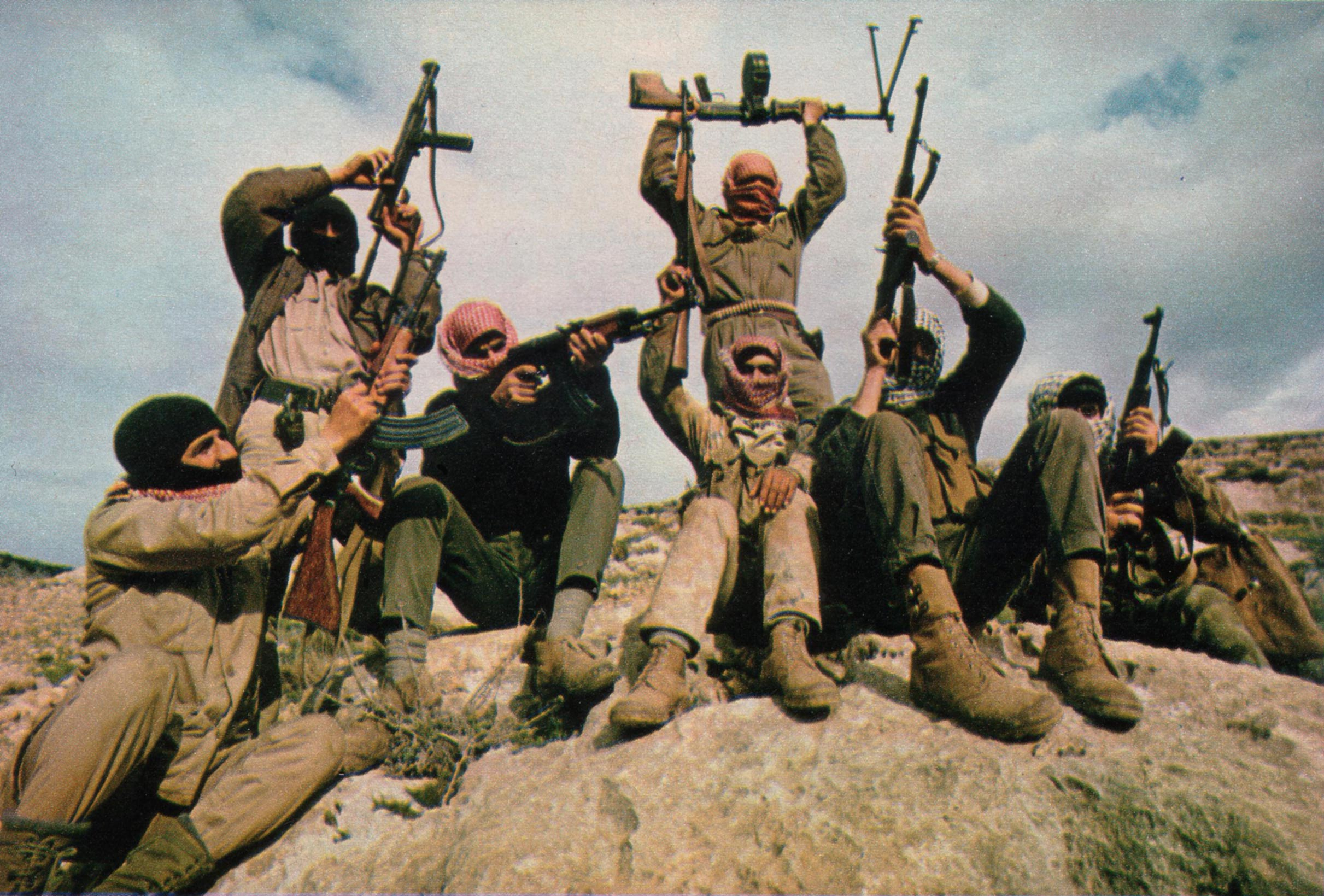
m/45を所持したパレスチナ解放人民戦線の戦士（1969年）
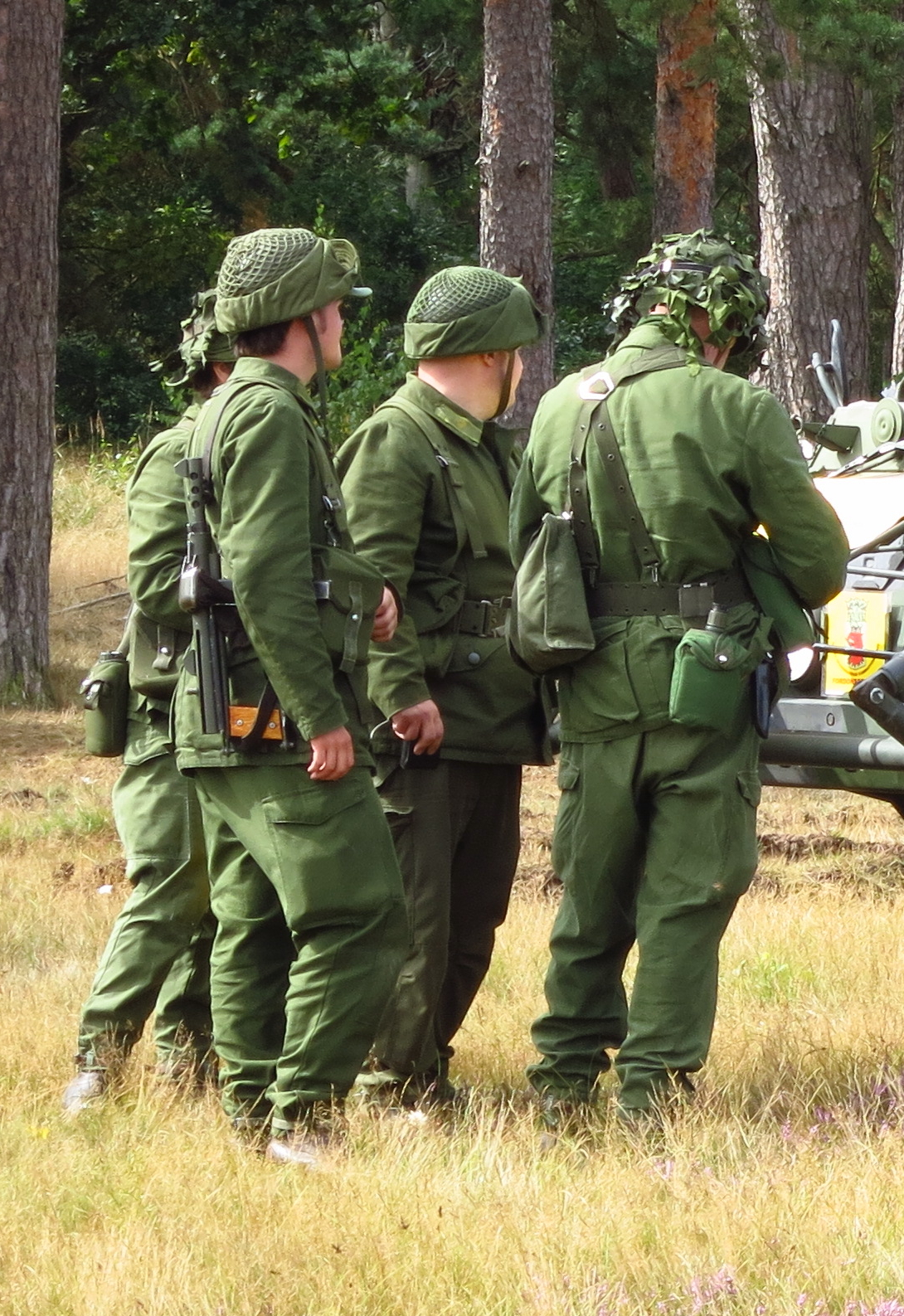
スウェーデンの軍人（2012年）
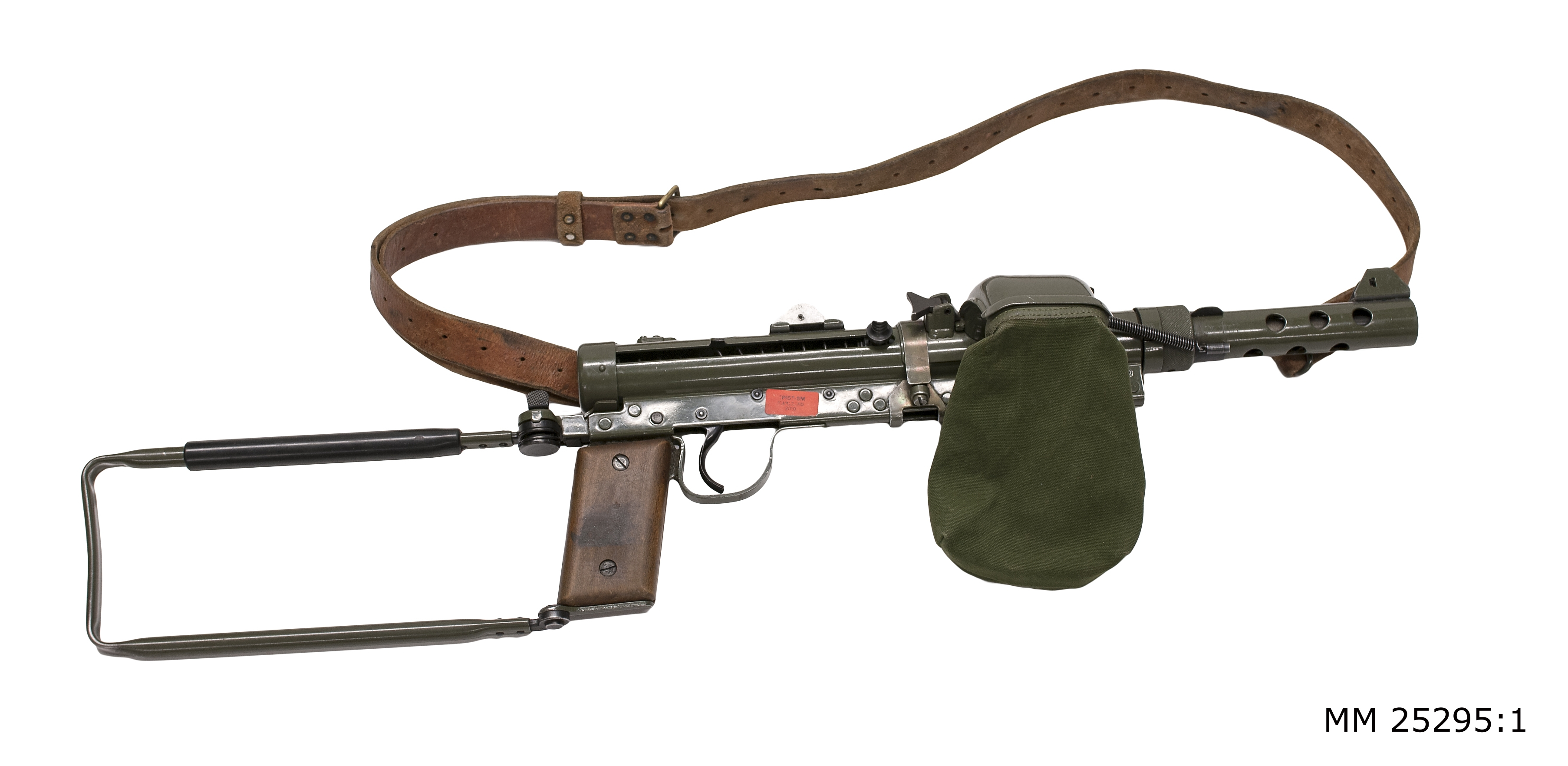
m/45B、排出された空薬莢を回収するための袋が取り付けられている。
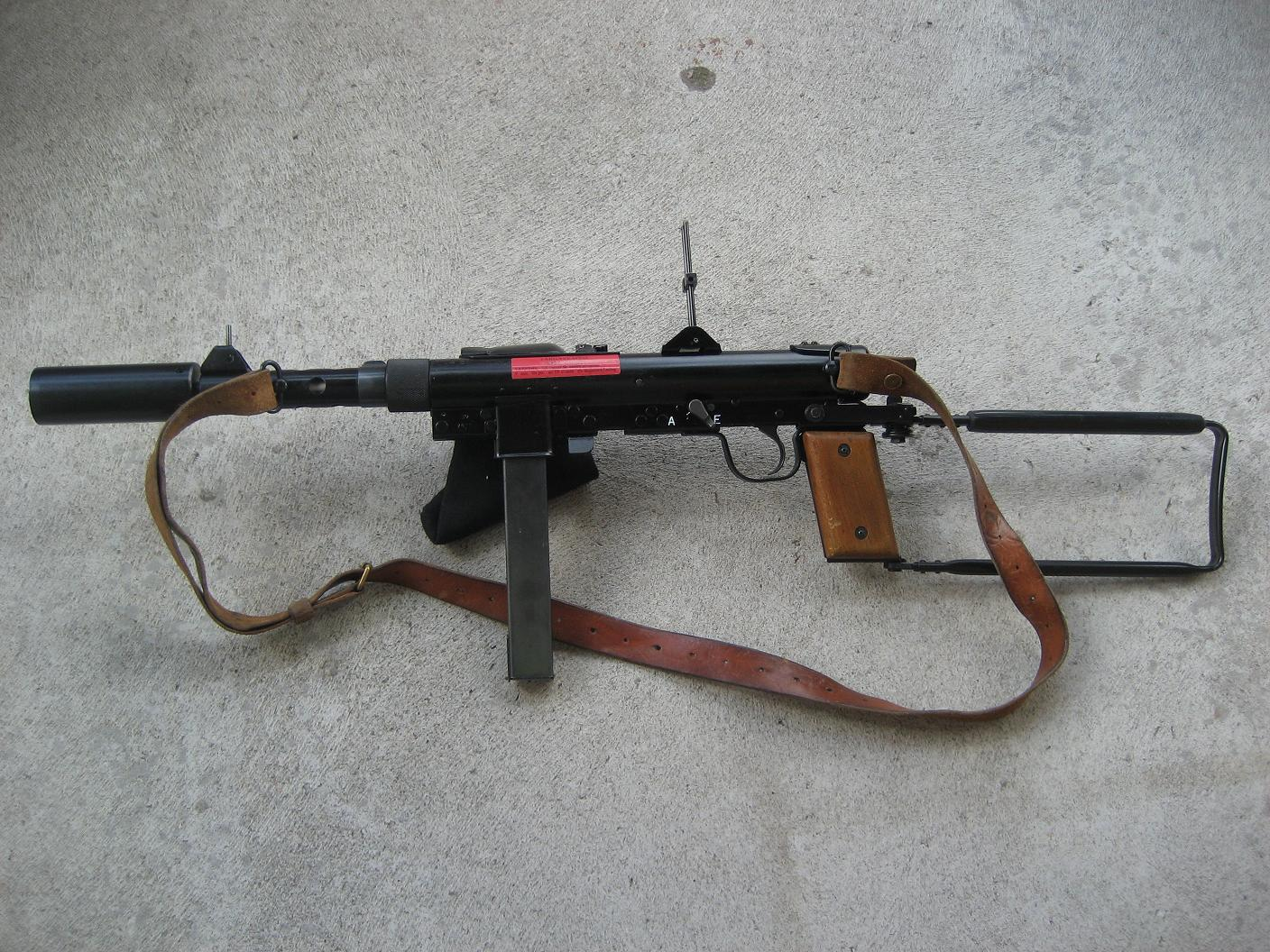
m/45BET

## 主な採用国
- スウェーデン[1]
- エストニア[15]
- インドネシア - ライセンス生産[16]
- エジプト - ポート・サイド（Port Said）の名称でライセンス生産[16][1]
- アメリカ合衆国[11][2]
- ウクライナ[13][17]
- アルジェリア[18]
- 中央アフリカ - ポート・サイド版[19]
- イラク - ポート・サイド版[20]
- アイルランド[21]
- ヨルダン - ポート・サイド版
- パラグアイ[18]
- 南ベトナム - 民間不正規戦グループ[22] と ARVN[23]
- ザイール - ポート・サイド版[19]